# Amanita friabilis
Amanite des aulnes
Espèce
Synonymes
- Amanitopsis vaginata var. friabilis P.Karst., 1879[1],[2],[3]
- Amanitopsis friabilis (P.Karst.) Sacc., 1887[1],[2],[3]
- Amanita alnicola Rouzeau & F.Massart, 1967[1],[4],[3]
- Amanita sternbergii Velen., 1920[1],[3]

Amanita friabilis, l'Amanite des aulnes, est une espèce de champignons agaricomycètes (Fungi) de la famille des Amanitaceae et du genre Amanita. Il s'agit de l'une des plus petites espèces du genre Amanita. Sa volve très friable laisse de nombreuses petites plaques grises sur son chapeau et son pied, ce qui lui donne un aspect poudreux-farinacé. L'espèce affectionne les sols forestiers humides et le long des cours d'eau où elle vit en association obligatoire avec les aulnes. Sa présence est un critère qualifiant la naturalité du lieu. Elle a longtemps été considérée comme endémique d'Europe où elle est rare à très rare, mais elle est également présente dans le Caucase et en Amérique du Nord.

## Taxinomie
Pour un article plus général, voir Taxinomie et systématique des champignons.

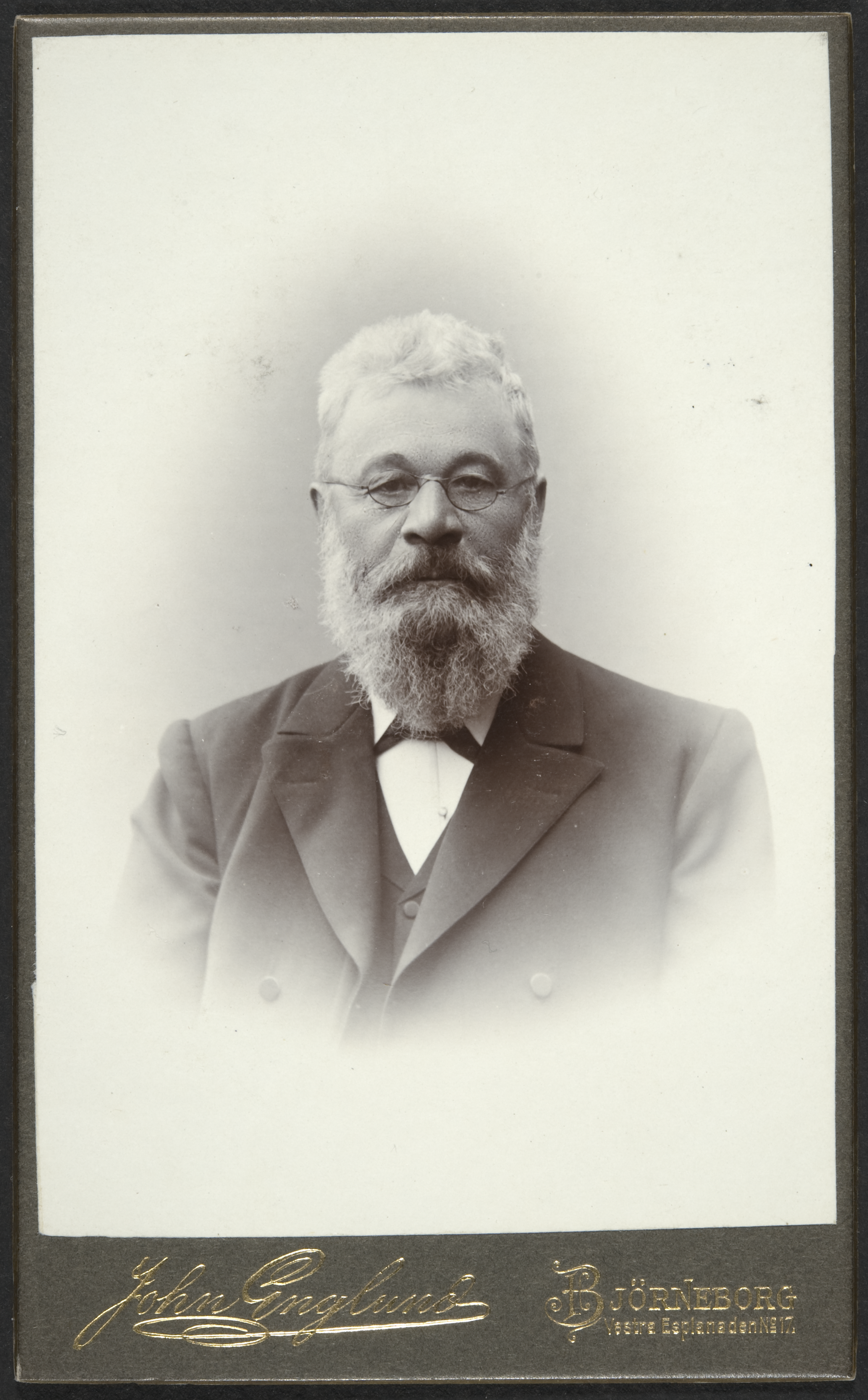
Petter Adolf Karsten.

Cette Amanite est décrite pour la première fois en 1879 par le mycologue finlandais Petter Adolf Karsten (1834-1917) comme la variété friabilis d'Amanitopsis vaginata, aujourd'hui nommée Amanita vaginata. L'épithète « friabilis » lui est donnée en raison de sa caractéristique principale : la consistance particulièrement friable de sa volve dont le voile général laisse de petites plaques grisâtres à maturité. Le taxon est rapidement rehaussé au rang d'espèce en 1887 par le mycologue italien Pier Andrea Saccardo (1845-1920) sous le nom Amanitopsis friabilis. En 1974, le mycologue néerlandais Cornelis Bas (d) (1928-2013) reprend l'ensemble des travaux concernant cette espèce et ses proches parentes. Ses conclusions le poussent à la recombiner dans le genre Amanita sous le nom Amanita friabilis et à la synonymiser avec Amanita alnicola et Amanita sternbergii.
En français, l'espèce est principalement nommée « Amanite des aulnes,, » mais il existe également les vulgarisations littérales du nom scientifique sous les formes « Amanite friable » et « Amanite à volve friable ».

## Systématique
En 1974, Amanita friabilis est placée par Cornelis Bas (en) au sein du sous-genre Amanita à cause de l'absence d'anneau, de son voile général très friable et de son pied présentant un bulbe basal. En 1979, Marcel Bon la place dans les Vaginatinae en raison du pied plus clavé que bulbeux et vite creux. En 1986, le mycologue allemand Rolf Singer (1906-1994) place l'espèce dans la section des Ovigerae à cause de l'absence d'anneau libre et des spores plus ou moins longuement ellipsoïdales. Quant à Henri Romagnesi, il affirme en 1992 que les Amanitopsis « constituent un ensemble très homogène, qu'il n'est guère acceptable de diviser ». En 2004, les mycologues provençaux Pierre Neville et Serge Poumarat soutiennent la position de Bas en adoptant sa classification dans leur révision complète du genre : Amanita friabilis est ainsi classée dans le sous-genre Amanita pour l'absence d'anneau libre et ses spores non spores non amyloïdes, dans la section Amanita pour les flocons de son chapeau et sa volve peu remarquable et dans la sous-section des Amanitella pour la base du pied plus ou moins bulbeuse et le voile général friable,.

## Description

### Macroscopie

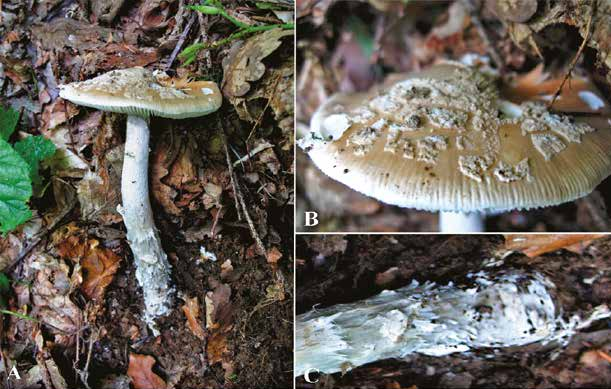
Amanita friabilis (réserve naturelle Goč-Gvozdac, mont Goč, Serbie)

L'Amanite des aulnes produit un sporophore, au chapeau peu charnu et fragile, mesurant de 30 à 60 mm de diamètre, jusqu'à 70 mm au Québec. Ovoïde au début, puis hémisphérique à convexe, il s'aplanit et s'étale enfin lors de la vieillesse, ses bords se relevant également. Sa surface est lisse, mate, striée par transparence depuis la marge jusqu'au quart voire au tiers du chapeau. Sa coloration est beige-ochracée pâle à grisâtre tirant sur le brun olive au centre et de plus en plus pâle vers le bord. Il est largement et irrégulièrement garni de lambeaux floconneux gris-brun pâle issus du voile universel. La marge est aiguë et striée. La chair est peu consistante, fragile, blanchâtre immuable à la coupe, mince, à odeur nulle et à saveur douce quelconque mais agréable,,,,.
Les lames sont fines, libres parfois étroitement adnées, très serrées et intercalées de lamellules, blanches se grisant à maturité et mesurent de 47 à 52 mm de long pour 1 mm de large. Leurs arêtes sont finement floconneuses, un reste du voile partiel,,,,.
Le pied, grêle, mince et chétif, mesure de 50 à 100 mm de haut (jusqu'à 140 mm au Québec) pour de 5 à 12 mm d'épais. Il est cylindrique, plein au début, creux avec l'âge, cassant, un peu épaissi vers la base et parfois terminé par un petit bulbe. Sa surface est recouverte sur toute sa hauteur d'un tomentum laineux floconneux gris brun sur fond blanchâtre issu du voile général. Son sommet est plus ou moins lisse. Sa base est recouverte d'une petite volve aprimée, adnée, en forme de sac plus ou moins développé et très friable, peu ferme, gris crème ou brun grisâtre généralement réduite à des traces en forme d'anneau ou à des bandes floculées dispersées,,,,.

### Microscopie

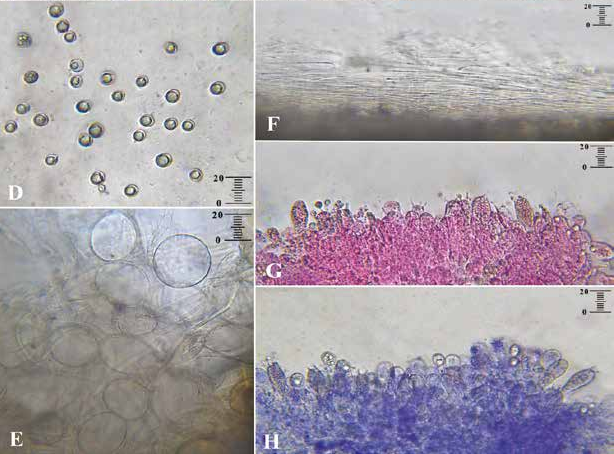
Amanita friabilis D-spores ; E-sphérocystides de la volve ; F-hyphes de la cuticule ; G-basides dans le rouge congo; H-basides dans le bleu de méthylène (réserve naturelle Goč-Gvozdac, Serbie)

Amanita friabilis présente des spores globuleuses à largement ellipsoïdales, lisses, hyalines et mesurant de 8,2 à 12,5 µm de long pour 6,5 à 11 µm de large. Sa sporée est blanche. Ces spores sont généralement produites par quatre (plus rarement par trois ou deux) par des basides de forme classique étroitement clavées, mesurant de 42 à 50 µm de long pour 10 à 14 µm de large et ne présentant pas de boucles de conjugaison. Au milieu de ces basides se trouvent des cystides en forme de poire ou de massue mesurant de 20 à 40 µm de long pour 10 à 20 µm de large. Les faces des lamelles ne présentent pas de pleurocystides. Par contre, leurs arêtes sont recouvertes par les cystides rondes du voile partiel qui protègent les lames durant leur croissance et leur mûrissement mais rendent les arêtes stériles. Ce voile ne contenant pas d'hyphes, l'ensemble ne peut être cohérent et ne forme pas d'anneau. La cuticule est formée d'hyphes cloisonnées, non bouclées, couchées et plus ou moins parallèles dont la largeur mesure de 3 à 6 µm, les superficielles étant plus ou moins gélifiées et les sous-jacentes pigmentées de brun. Le voile général est composé de sphérocystides abondantes et de cellules en forme de poire mesurant de 30 à 70 µm sur 27–64 µm dans la couche la plus externe et d'hyphes filamenteux de 3,5 à 10 µm de large en moyenne,,,.

## Écologie
Pour un article plus général, voir Aulne.

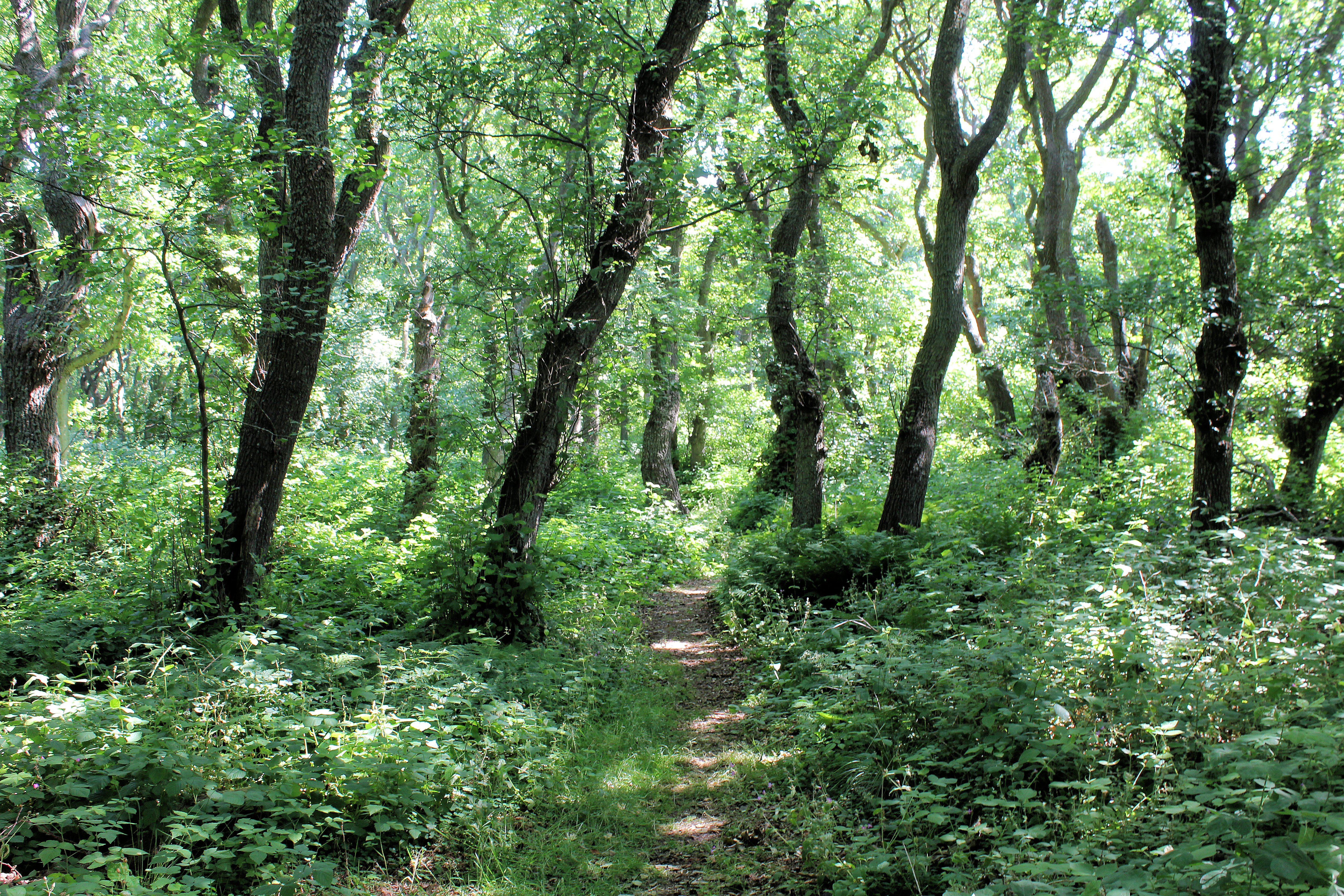
Aulnaie, Torekov, Suède.

L'Amanite des aulnes est généralement visible en fin d'été et en automne soit d'août à octobre, mais des spécimens ont été trouvés en mai en Russie et en juin en Finlande. En Italie, des écarts de 5 à 10 ans ont été observés entre chaque fructifications. Elle est présente de l'étage collinéen à l'étage alpin jusqu'à 1 900 m dans les Alpes mais porte une préférence pour altitudes moyennes et les hautes latitudes,,,.
L'espèce se développe à partir d'un primordium.
L'Amanite des aulnes pousse de façon isolée à grégaire, dans les forêts aux sols humides ou temporairement mouillés et riches à modérément riches en nutriments. Elle est indifférente au pH et au type substrat du sol. Ce sont des ripisylves, des bosquets et des buissons le long des cours d'eau ou des bras de mer enforestés. Elle forme obligatoirement des ectomycorhizes avec les Aulnes, notamment l'Aulne glutineux, l'Aulne de Corse, l'Aulne vert et l'Aulne blanc. La présence de l'espèce est un critère déterminant de la naturalité ou de la quasi-naturalité d'un biotope car elle évite les habitats trop influencés par l'Homme,,,.
Plus précisément, les forêts concernées sont les aulnaies glutineuses, les aulnaies frênaies, les aulnaies à Stellaire des bois, les aulnaies blanches, les frênaies à prunelliers, les picées ouvertes et humides et les bois marécageux à feuilles caduques. L'espèce pousse en compagnie de Lactarius lilacinus ainsi que des plantes typiques des aulnaies marécageuses Pulmonaria, Primula, Hedera, Arum, Alliaria et Chaerophyllum.

## Distribution et protection
Longtemps considérée comme une espèce endémique du continent européen, elle est également présente dans le Caucase et en Amérique du Nord, notamment au Québec et peut-être au Groenland. Plus précisément, en Europe, elle est présente en Grande-Bretagne, aux Pays-Bas, en France, en Belgique, en Suisse, en Espagne, en Italie, en Allemagne, en Autriche, en Pologne, en Tchéquie, en Slovaquie, en Hongrie, en Serbie, en Croatie, en Norvège, en Suède, en Finlande, en Estonie, en Lettonie, en Slovénie et en Russie européenne,,,,.
L'Amanite des aulnes est largement dispersée mais rare à très rare sur l'ensemble de son aire de répartition. En Europe, une centaine de centres d'abondance sont répertoriés, quelques-uns étant en diminution d'effectifs comme en France, d'autres stables comme en Estonie, et certains en augmentation comme au Royaume-Uni. Cependant l'espèce est considérée comme en danger à l’échelle européenne, ses stations étant principalement menacées par le drainage et la déforestation. À ce propos, Amanita friabilis figure sur la convention de Berne du Conseil de l'Europe et sur la liste rouge de quelques pays européens dont la France et la Suisse.

## Confusions possibles

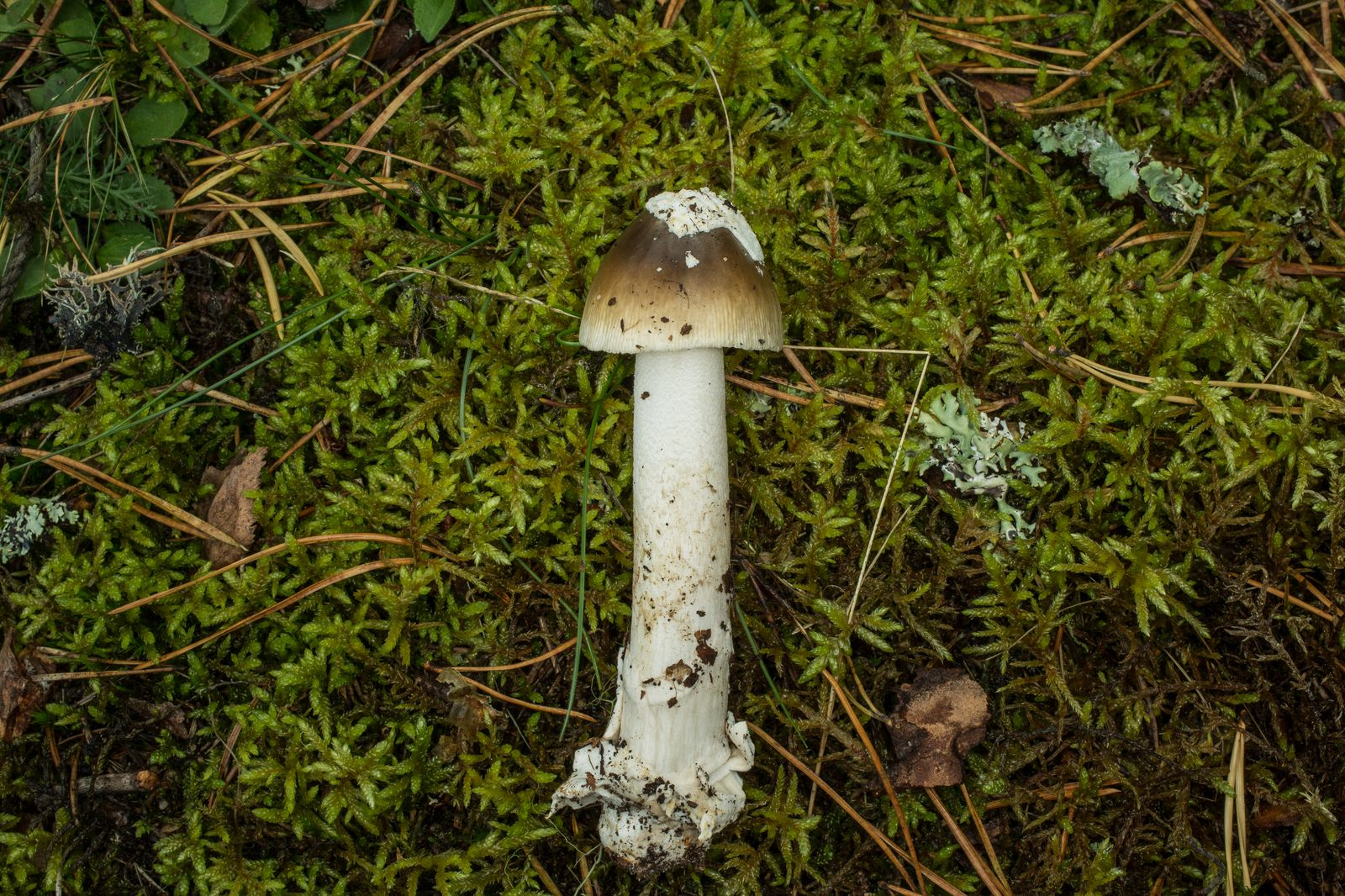
Amanita olivaceogrisea (Estonie)

Amanita friabilis se caractérise par ses fructifications grêles, par la présence de lambeaux de voile sur le chapeau, par l'absence d'anneau, par une volve à la base du pied très friable souvent invisible, par la présence d'un petit bulbe ainsi que par son association avec les aulnes. La dimension des spores est assez variables et ne constitue pas un critère de détermination fiable,.
Amanita vaginata a été considérée comme une parente d'A. friabilis, mais elle s'en distingue clairement par son voile universel membraneux qui forme une volve blanche à gris pâle bien définie et non friable car dominée par des hyphes filamenteux. De plus, elle pousse à proximité des hêtres, des bouleaux et des conifères.
Amanita olivaceogrisea est une espèce proche qui pousse également sur sol humide en association ectomycorhizienne avec les aulnes, mais aussi les bouleaux. Son chapeau est gris olive à brun grisâtre alors qu'il tire plus sur le gris brunâtre chez A. friabilis. Les lambeaux de voile sur le chapeaux sont blanc à gris ocreux alors qu'ils sont grisâtre chez A. friabilis. Le chapeau est conique et muni d'un umbo alors qu'il est convexe à étalé chez A. friabilis. Enfin, les spores sont généralement plus petites.
Amanita basiana est une espèce morphologiquement très proche qui a été récoltée à proximité de Gène en Ligurie (Italie) dans l'herbe de pinèdes sèches de Pin maritime non loin de la côte méditerranéenne. Cette espèce se différencie par son habitat radicalement différent ; son chapeau moins large mesurant de 30 à 55 mm de diamètre, avec un maximum de 80 mm ; un voile universel aux sphérocystides moins nombreuses, ce qui contribue à un délitement distinct sur le chapeau et par des spores plus fines.

## Comestibilité
L'espèce est généralement considérée comme non comestible,,. Cependant, selon le mycologue italien Roberto Galli, l'Amanite des aulnes pourrait probablement être comestible après cuisson. Néanmoins, sa rareté, sa petite taille, l'inconsistance de sa chair et sa fragilité lui ôtent tout intérêt.